# Miguel Rodríguez Fandeo
Miguel Rodríguez Fandeo (Caracas, Venezuela, 4 de abril de 1953) es un político y economista venezolano. En la administración pública venezolana, ocupó los cargos de Ministro de Estado, Jefe de CORDIPLAN (Oficina de Coordinación y Planificación, antecesora del Ministerio de Planificación) y presidente del Banco Central de Venezuela durante el segundo gobierno de Carlos Andrés Pérez.

## Biografía
En 1977, se gradúa de Economía e Ingeniería, estudió las dos carreras a la vez, de la Universidad Central de Venezuela. Beneficiado por el programa de becas Fundayacucho, creado bajo el primer gobierno de Carlos Andrés Pérez, viaja a Boston a aprender inglés. Posteriormente realiza un doctorado en la Universidad de Harvard, y luego elige realizar una maestría en la Universidad Yale, al haber sido aceptado también en las universidades de Columbia, Berkeley y Harvard. Durante su estadía en Yale, trabaja como asistente de James Tobin, Premio en Ciencias Económicas en memoria de Alfred Nobel 1981; su cercanía a esta figura lo convierten en ese entonces en un partidario del keynesianismo.
En 1985 regresa a Venezuela a trabajar en el IESA; ese año publica en El Diario de Caracas un artículo titulado "Mitos y realidades del endeudamiento externo de Venezuela", que llama la atención del expresidente Carlos Andrés Pérez, quien lo contacta, siendo la primera vez que se reúnen.
En 1987, regresa a Washington al ser seleccionado por el Instituto Peterson dentro de un grupo de trescientos economistas, y pasa un año y medio en dicha institución. Durante su estadía en Estados Unidos, se reúne con frecuencia con Pérez, quien le ofrece el cargo de Ministro de Planificación (Cordiplan) luego de llegar por segunda vez a la presidencia al triunfar en las elecciones de 1988.
Rodríguez, junto con Pedro Tinoco, en febrero de 1989 fueron los intelectuales responsables de El Gran Viraje, un programa de ajustes económicos propuestos y emprendidos por Carlos Andrés para acabar con la corrupción, que también buscaba refinanciar la deuda externa y prevenir que el país entrara en quiebra que recibió con un déficit fiscal de 6.500 millones de dólares de deuda vencida en cartas de crédito, por la eliminación de importaciones subsidiadas a un Tipo de cambio de 4.30 frente un dólar real de 37.30 luego de eliminar el programa de control de cambio RECADI establecido desde 1983 durante el gobierno de Luis Herrera Campíns de una economía distorsionada. Se estableció una renegociación de la Deuda externa con los bancos que Venezuela venía pagando 4,500 millones de dólares anuales. Estos ajustes no fueron bien recibidos por la sociedad venezolana en general y han sido considerados por la opinión pública como uno de los detonantes de El Caracazo, una revuelta popular ocurrida a finales de febrero de 1989. Este programa de ajustes tuvo gran éxito en el plano económico, al lograr bajar la inflación y promover el crecimiento que llegó al 9% interanual del PIB en apenas tres años. En febrero de 1990 logran reestructurar la deuda a 15 años con 7 años de gracia, reducen el pago anual de 4,500 a unos 1,200 millones de dólares y logra un préstamo de 1,200 millones para el proyecto de Macagua II.
Luego del primer intento de golpe de Estado de Venezuela de 1992 liderado por Hugo Chávez, Pérez es presionado por su propio partido y por el partido opositor Copei para que cambie su gabinete, al que responsabilizan de la crisis política e institucional existente, como condición para formar un gobierno de coalición. Rodríguez es entonces desplazado de Cordiplan por Ricardo Hausmann, y es enviado a la presidencia del Banco Central de Venezuela, donde desplaza a su vez a Pedro Tinoco. Con estos cambios, Pérez espera estabilizar su gobierno pero a la vez seguir promoviendo el programa de ajustes económicos, ya que Hausmann y Rodríguez poseen ideas similares. No obstante, estos cambios no son considerados suficientes por los partidos citados y Rodríguez es removido del BCV menos de un mes después de haber sido designado su presidente.
Rodríguez se postuló como candidato en las elecciones presidenciales de 1998, apoyado por el Movimiento Apertura, luego de que Claudio Fermín se distanciara de Pérez y fuera entonces descartado; no obstante, Rodríguez solamente obtuvo el 0.30% de los votos. Desde entonces, Miguel Rodríguez ha seguido una carrera académica en el IESA y en la Universidad Santa María, llegando a ser decano del departamento de Ciencias Económicas de esta última entre 2002 y 2004.